# Stereogramma

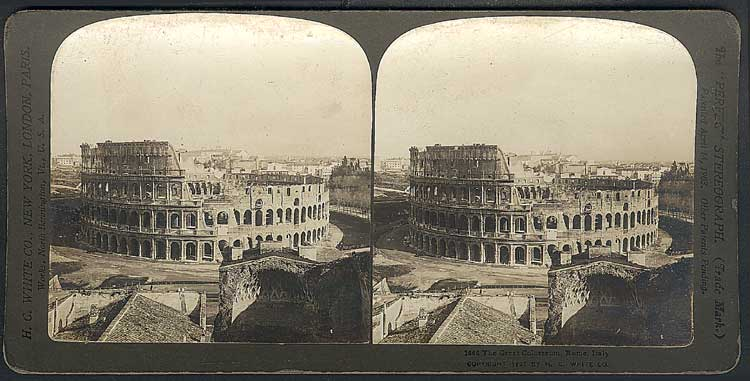
Stereogramma parallelo per stereoscopio del Colosseo, scattato da Havley C. White nel 1901

Lo stereogramma, immagine stereoscopica o fotografia stereoscopica, è un'immagine piana bidimensionale fatta per fornire un'illusione di profondità. In origine il termine definiva un'immagine stereoscopica parallela che poteva essere vista attraverso uno stereoscopio o la libera visione stereoscopica. Con il tempo il termine è andato a includere altri tipi di stereogramma quali ad esempio gli anaglifi o gli autostereogrammi.

## Principio di funzionamento
L'angolo di convergenza dello sguardo non è fisso, bensì varia in modo inversamente proporzionale alla distanza dell'osservatore dalla porzione di spazio contenente l'oggetto osservato: tutto ciò che si trova a distanze differenti da quella su cui lo sguardo converge viene elaborato dal cervello come due immagini distinte, percepite rispettivamente dall'occhio destro e dal sinistro. La circostanza di avere due occhi e poter vedere sempre due immagini complementari degli oggetti reali ci rende possibile percepirne la distanza ed il carattere di tridimensionalità. Infatti l'occhio destro ci permette di vedere l'immagine davanti a noi ed un poco del lato destro di essa, mentre l'occhio sinistro, oltre ovviamente all'immagine frontale, percepisce un poco del lato sinistro di essa. Tali minime differenze vengono elaborate dai centri cerebrali preposti alla visione per trarre informazioni sulla profondità e sulla posizione spaziale dell'entità osservata (stereopsi). Questo tipo di percezione è denominata visione stereoscopica, o anche visione binoculare ed è tipica solo degli animali aventi gli occhi sullo stesso lato. Le informazioni visive relative alla profondità si perdono nelle riproduzioni fotografiche, video e cinematografiche tradizionali a due dimensioni.
Le tecniche adoperate per creare gli stereogrammi mirano ad includere in una sola immagine le due parti complementari dell'immagine-risultato (oppure direttamente a riprodurle in due distinte immagini, destinate separatamente a ciascun occhio), richiedendo per la visione (mediante l'ausilio di strumenti o tecniche ad occhio nudo) di riseparare le due parti in modo che possano essere percepite dal cervello come le due immagini complementari dello stesso oggetto che normalmente gli giungerebbero tramite i due occhi. Così ingannato, il cervello restituirà la percezione di un'unica immagine risultante (un oggetto reale o una sagoma) associata a una (più o meno realistica) sensazione di profondità.

## Storia

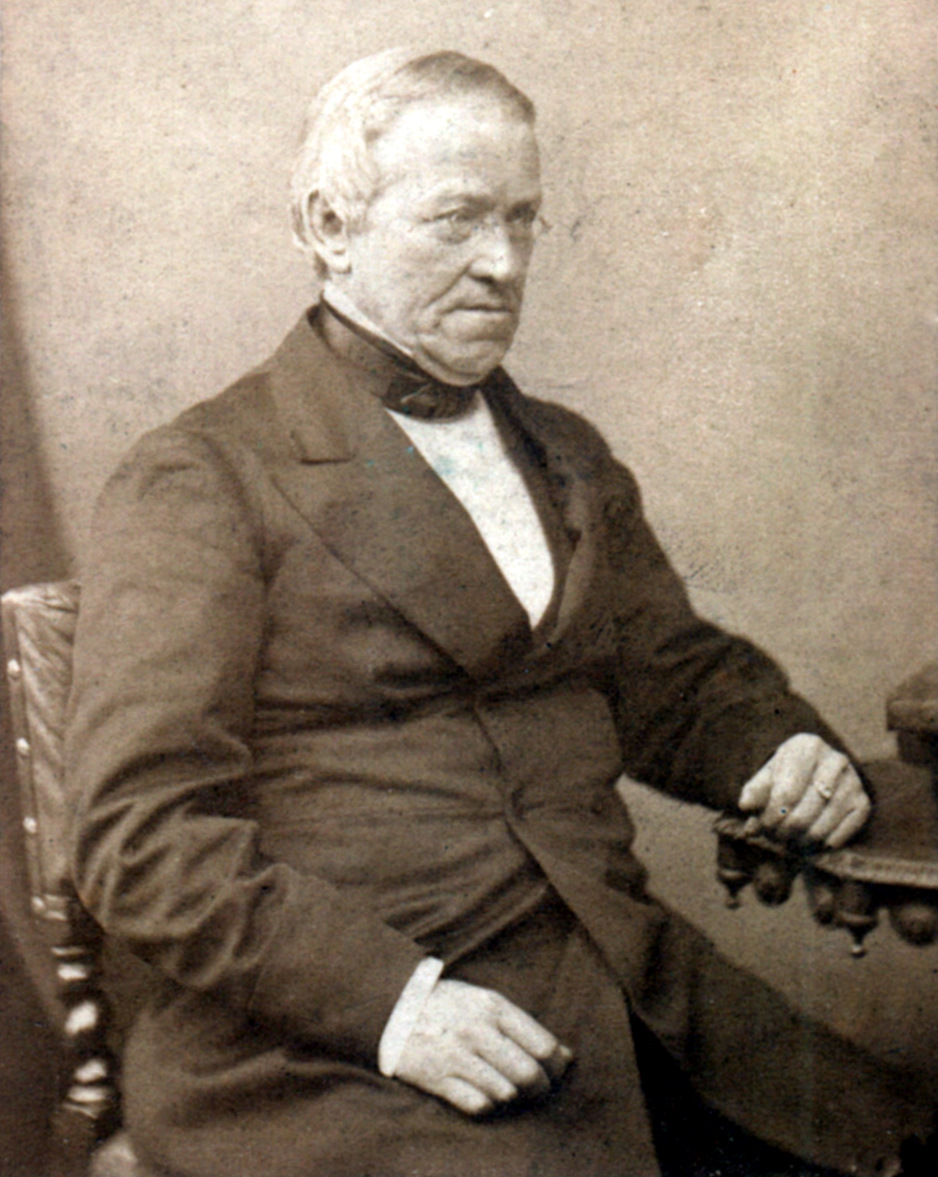
sir Charles Wheatstone

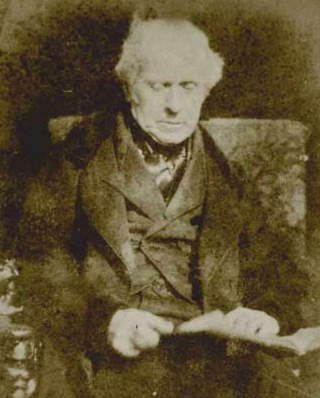
David Brewster

Lo stereogramma fu scoperto da sir Charles Wheatstone nel 1838. Comprendendo il funzionamento della visione binoculare giunse a costruire uno stereoscopio che combinava un sistema di prismi e specchi in modo da permettere la visione di un'immagine tridimensionale da un'immagine bidimensionale.
Successivamente sir David Brewster perfeziona lo stereoscopio di Wheatstone rendendolo più piccolo e compatto, creando così il tipico visore stereoscopico a forma di binocolo. Il visore sarà presentato nel 1851 alla Esposizione Universale di Londra.
Nel 1861 Oliver Wendell Holmes realizza una più leggera ed economica versione dello stereoscopio di Brewster per il mercato americano.
Durante l'Ottocento e i primi decenni del Novecento lo stereogramma è rappresentato da una doppia immagine (quasi sempre costituita da una fotografia) su cartoncino: la stampa fotografica tradizionale, che riproduce un'immagine stereoscopica ripresa attraverso la fotocamera stereoscopica.
Questa immagine viene visualizzata attraverso lo stereoscopio di Brewster, illuminato per riflessione. L'effetto tridimensionale così ottenuto è però di scarso effetto e ben presto si scoprirà che un migliore effetto si può ottenere con una illuminazione per trasparenza: dapprima le stampe vengono effettuate su una carta sottile, trasparente, per passare poi a una stampa su vetro, realizzando quelle che possono essere considerate le antenate delle diapositive.
Nel XX secolo, si cominciano a elaborare sistemi di visione stereoscopica senza l'ausilio di alcun dispositivo supplementare, quali la barriera di parallasse, ideata indipendentemente da Jacobson e da Berthier attorno al 1896, e registrata nel 1903 da Frederic Eugene Ives che ne inventa il nome e che lo sfrutta per la realizzazione di fotografie stereoscopiche. Nel 1908 Gabriel Lippmann, già noto per aver inventato la fotografia a colori nel 1886, suggerisce di utilizzare un sistema autostereoscopico a rete lenticolare, che chiama "fotografia integrale".
Nei decenni successivi per la produzione di stereogrammi da visionare attraverso lo stereoscopio, si inizia ad utilizzare la pellicola fotografica diapositiva 35mm: tale supporto è ampiamente sfruttato dal sistema Tru-Vue, che utilizza una pellicola 35 mm in bianco e nero per commercializzare delle immagini per il visore prodotto per questo sistema. Poco dopo tale sistema viene superato dal View-Master: un sistema che sfrutta diapositive a colori da 8 mm, montate su dischetti di cartone. Il successo del View-Master è tale che in pochi decenni assorbirà la stessa Tru-Vue e produrrà una serie di cloni e imitazioni. L'apparecchio, divenuto ormai un giocattolo, è tuttora in produzione per la Mattel Fisher-Price.
Tra la fine del XIX secolo e l'inizio del XX si ha parallelamente lo sviluppo della tecnologia dell'anaglifo, che troverà applicazione sia nel cinema che nella carta stampata, in particolar modo nel fumetto. Il fumetto 3-D, infatti, ha un momento di boom durante gli anni cinquanta dello scorso secolo.
Negli ultimi decenni gli stereogrammi sono riemersi alla popolarità grazie alla creazione degli autostereogrammi attraverso il computer, dove un'immagine tridimensionale è nascosta in una singola immagine bidimensionale, finché l'osservatore non mette a fuoco correttamente. La serie Magic Eye è un esempio della popolarità di questo tipo di immagini. I libri della serie Magic Eyes fanno riferimento agli autostereogrammi come "stereogrammi", portando a credere la maggior parte delle persone che la parola "stereogramma" sia un sinonimo di "autostereogramma".

## Tipologie di stereogramma
- Immagine stereoscopica parallela: immagine stereoscopica destinata alla visione con stereoscopio, può essere tuttavia osservata anche ad occhio nudo attraverso la libera visione stereoscopica.
- Immagine stereoscopica cross-eyed: immagine parallela realizzata per libera visione stereoscopica a occhio nudo, con la tecnica del cross-eye, ovvero imponendo agli occhi di convergere su un punto di convergenza anteriore al piano dello stereogramma. In questo tipo di stereogramma, l'immagine destra della coppia è destinata all'occhio sinistro e l'immagine sinistra, viceversa, all'occhio destro.
- Anaglifo: combina le due differenti immagini in un'unica immagine piana composta dalle due immagini parallele.
- Fotografia a barriera di parallasse: immagine che utilizza la tecnologia autostereoscopica della barriera di parallasse, registrata da Frederic Eugene Ives nel 1903.
- Integramma: fotografia che utilizza il sistema inventato da Gabriel Lippmann che si basa su una rete di lenti grandangolari.
- Stereogramma a punti casuali: è uno stereogramma parallelo, creato al computer e composto da punti casuali, che attraverso uno stereoscopio o a occhio nudo con la tecnica detta wall-eyed, permette di visualizzare un disegno tridimensionale occultato.
- Autostereogramma: immagine che produce un'illusione di profondità nascosta da un pattern di segni ripetuto da destra a sinistra.
  - SIRDS: "singola immagine stereoscopica a punti casuali" (Single Image Random Dot Stereogram), autostereogramma dove la ripetizione di ogni pattern è alterato leggermente, che cela un'immagine visibile a occhio nudo.
- Wiggle-gram: singola immagine animata che trasmette la sensazione di tridimensionalità senza utilizzare alcuno strumento ottico.

### Immagine stereoscopica parallela

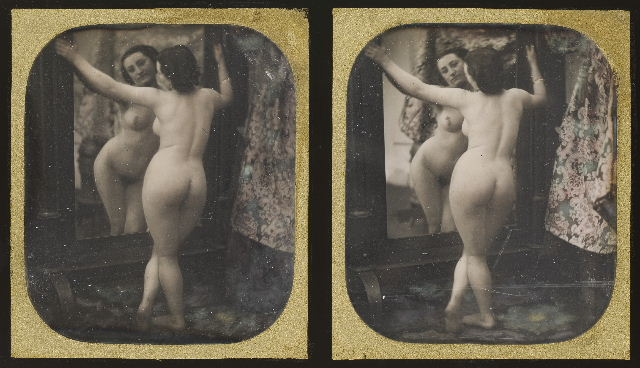
Dagherrotipo stereoscopico parallelo del 1855 per
stereoscopio

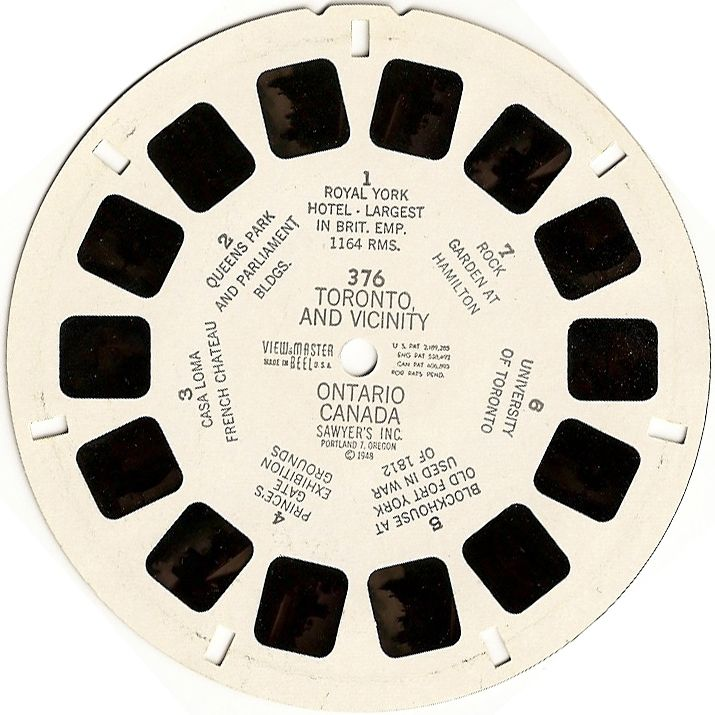
Dischetto per View-Master recante coppie di stereogrammi paralleli

L'immagine stereoscopica parallela è la più antica forma di stereogramma creato dall'uomo. sir Charles Whatstone fu il primo a creare dei disegni stereoscopici destinati ad essere fruiti attraverso il suo stereoscopio a specchi.
Con l'avvento della fotografia, vennero impiegati inizialmente dagherrotipi, per passare poi al formato maggiormente diffuso durante tutto l'Ottocento, ovvero la stampa fotografica positiva da negativo illuminata per luce riflessa. Negli ultimi anni di popolarità di questo formato vennero introdotte stampe su carta sottile, così da essere illuminata in trasparenza, e infine stampe su vetro, precursori della diapositiva vera e propria.
Nei primi decenni del XX secolo si diffuse ampiamente l'utilizzo di diapositive in bianco e nero e successivamente a colori, utilizzate singolarmente, come strisce di pellicola, o montate in vari formati su supporti di cartoncino, plastica e altri materiali.
L'immagine stereoscopica parallela viene creata utilizzando una doppia esposizione, attraverso fotocamera stereoscopica, fotocamere accoppiate o utilizzando una singola fotocamera che viene slittata lateralmente per eseguire due successive esposizioni (la tecnica è tuttavia inadatta a riprendere soggetti in movimento).
Le due immagini stampate, vengono affiancate parallelamente così che l'immagine destra sia destinata all'occhio destro e, viceversa, la sinistra all'occhio sinistro.
L'immagine stereoscopica destinata alla visione con stereoscopio, può essere tuttavia osservata anche ad occhio nudo attraverso la libera visione stereoscopica, imponendo agli occhi di convergere in un punto di convergenza posteriore al piano dell'immagine stessa. In questo tipo di immagini stereoscopiche parallele l'immagine destra è destinata all'occhio destro, mentre l'immagine sinistra all'occhio sinistro.

### Immagine stereoscopica cross-eyed

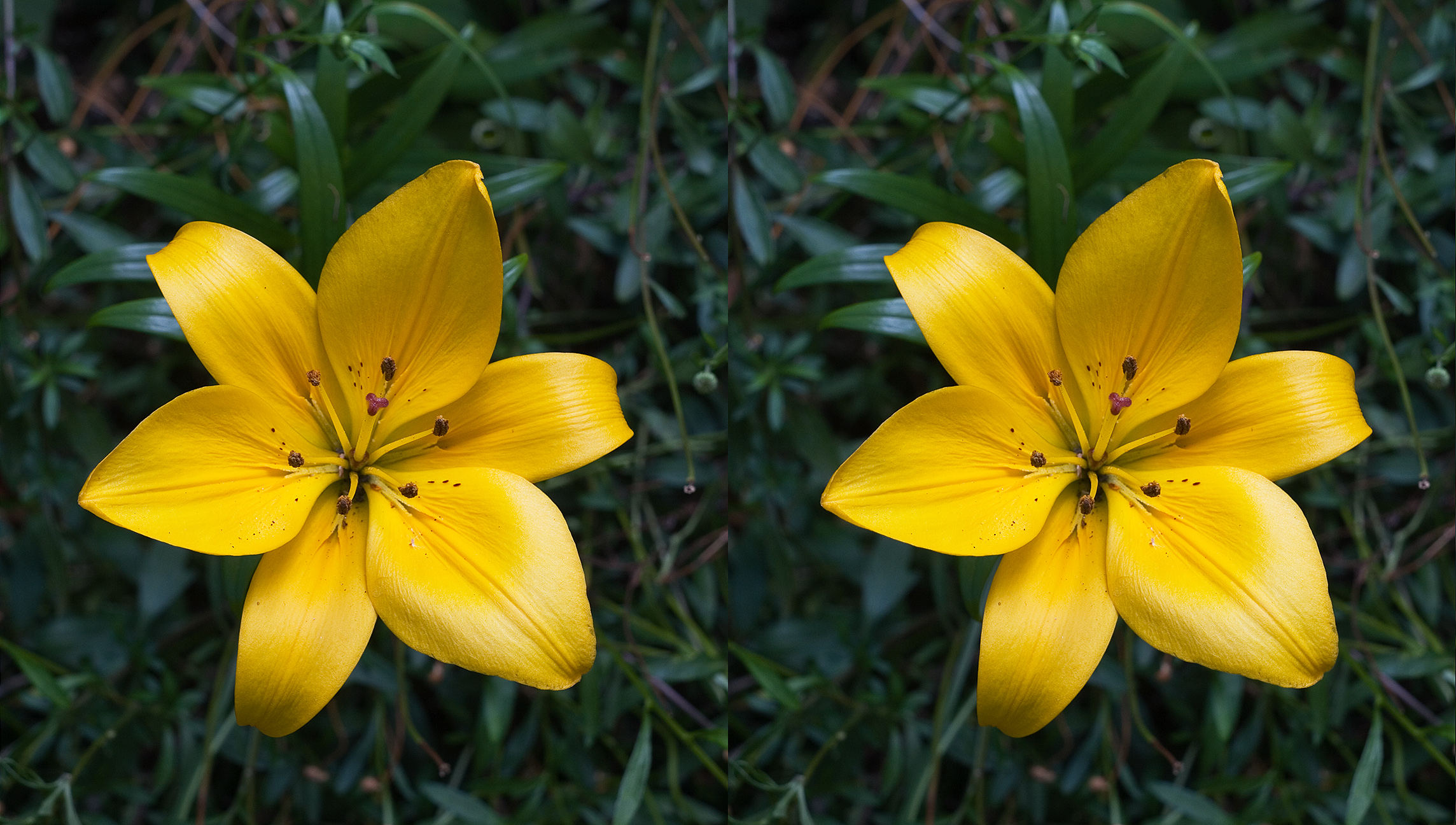
Stereogramma cross-eyed di un lilium asiatico

Le tecniche ad occhio nudo spesso richiedono di incrociare o allontanare gli occhi in modo innaturale per ottenere uno sdoppiamento in modo che le strutture complementari seminascoste nello stereogramma si sovrappongano fondendosi in un'unica immagine. Il cervello crede di vedere due immagini complementari dello stesso oggetto provenienti dai due occhi e le unisce creando una sagoma o un'immagine con un senso di profondità. Per lo sdoppiamento vale l'esempio dato sopra del dito ed un oggetto lontano (guardando un oggetto a una certa distanza, ad esempio quadro su un muro e frapponendo un dito tra gli occhi ed il quadro, il dito si sdoppia; viceversa guardando il dito sarà il quadro a sdoppiarsi).
Mentre per alcune persone è quasi naturale la visione degli stereogrammi (seguendo le istruzioni spesso incluse con essi), per altre "ingannare" il proprio cervello richiede un certo sforzo dall'esito incerto. Nel caso in cui non si riescano a vedere, si consiglia di non stancare troppo gli occhi nel tentativo di vederli; per gli stessi motivi, anche chi riesce a vederli non dovrebbe farlo per più di 20 minuti al giorno.

### Anaglifo

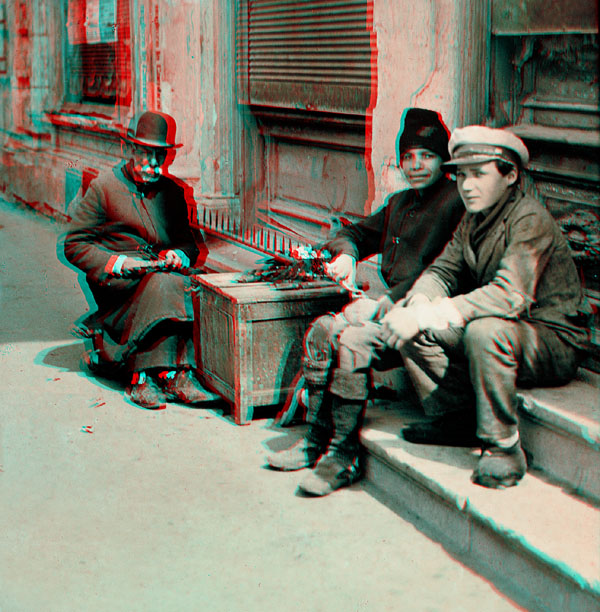
Anaglifo raffigurante un calzolaio polacco nel 1915

L'anaglifo, combina, in un'unica immagine piana composta, le due differenti immagini che compongono uno stereogramma parallelo filtrate attraverso due colori primari complementari: un colore sottrattivo (solitamente ciano) e un colore additivo (solitamente rosso), che, unendosi, danno come risultante una dominante bianca.
Questo tipo di immagine deve essere osservata attraverso appositi occhiali per anaglifi, aventi due lenti o gelatine del medesimo colore usato per filtrare le due immagini sovrapposte nel supporto, così da filtrare le due immagini in modo tale che ad ogni occhio arrivi solo l'immagine ad esso destinata e in tal modo creare l'illusione di tridimensionalità.

### Integramma
Sistema inventato da Gabriel Lippmann che si basa su una rete di lenti grandangolari utilizzata per impressionare la superficie sensibile con parti dell'immagine proveniente da vari punti, e successivamente per leggere l'immagine stessa. In tal modo l'immagine risulta tridimensionale senza l'ausilio di alcun dispositivo, quale può essere lo stereoscopio, osservandola direttamente.

### Stereogramma a punti casuali
Inventato nel 1959 da Bela Julesz, è uno stereogramma parallelo, creato al computer, composto da due immagini contenenti il medesimo pattern di punti casuali, in cui una delle due immagini presenta una zona raffigurante un qualsiasi disegno, dove questo pattern è stato leggermente spostato. Visualizzando l'immagine attraverso uno stereoscopio o a occhio nudo con la tecnica detta wall-eyed, il disegno verrà visualizzato tridimensionale.

### Autostereogramma

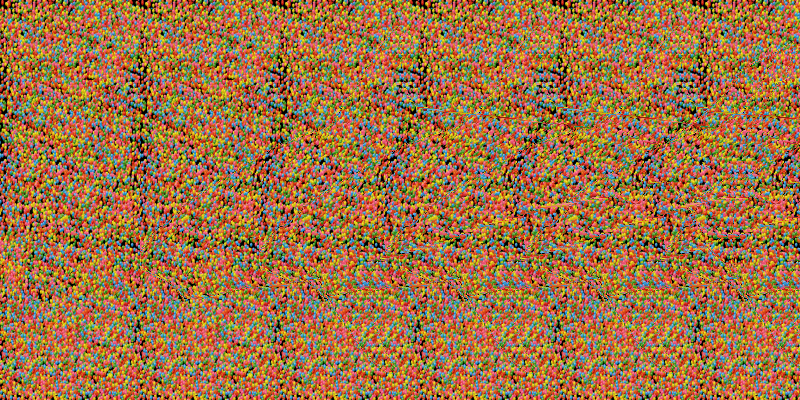
Un autostereogramma a punti casuali che nasconde un'immagine 3-D

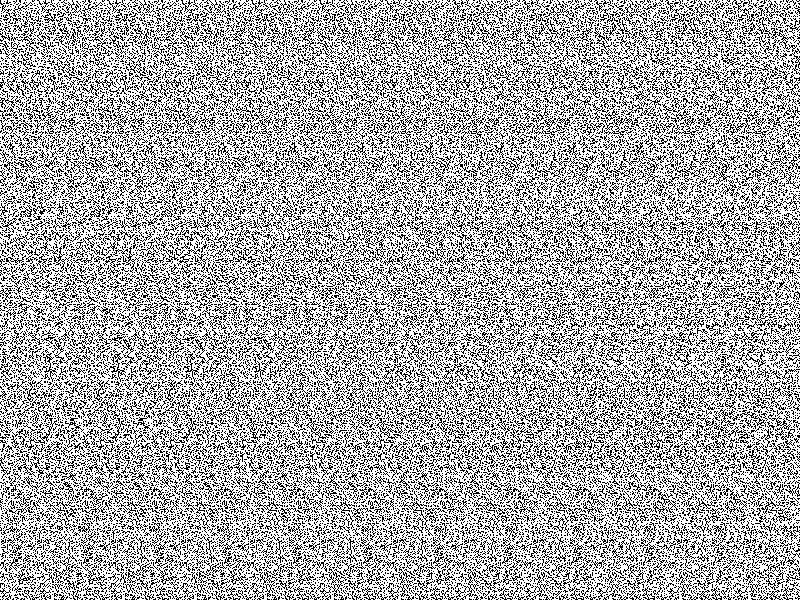
Stereogramma SIRDS a punti casuali

- L'autostereogramma è un'illusione ottica di profondità che viene normalmente visualizzata facendo in modo che gli occhi mettano a fuoco oltre il piano di messa a fuoco reale dell'immagine osservata ("metodo divergente") oppure mettendo a fuoco prima dell'immagine ("metodo convergente", talvolta anche detto ad incrociamento degli occhi ricalcando il termine inglese). L'impercettibile differenza nella ripetizione verticale delle figure o dei punti casuali creano l'illusione di profondità in un'immagine bidimensionale, grazie alla differenza di prospettiva tra gli occhi umani, si crea così un'illusoria percezione di oggetti e scene tridimensionali.

Se uno stereogramma è visualizzato con il metodo sbagliato, la profondità di informazione viene "invertita", così punti destinati ad essere sullo sfondo appaiono invece in primo piano e viceversa.
- Autostereogramma a convergenza (ad incrociamento degli occhi): immagine parallela realizzata per la libera visione stereoscopica a occhio nudo, con la tecnica dell'incrociamento degli occhi, o meglio imponendo agli occhi di convergere su un punto anteriore al piano dello stereogramma (come nel caso in cui si osserva il proprio dito facendo sdoppiare gli oggetti dietro di esso). In questo tipo di stereogramma l'immagine destra della coppia è destinata all'occhio sinistro e l'immagine sinistra, viceversa, all'occhio destro; le due immagini si sovrappongono al centro.
- Autostereogramma a divergenza: simile alla precedente, ma nell'operazione di messa a fuoco dell'immagine l'osservatore deve far divergere gli occhi rispetto al piano dello stereogramma (metodo divergente), sdoppiandone il contenuto per far percepire l'immagine tridimensionale (come quando si osserva un oggetto lontano ed il dito tra gli occhi e l'oggetto lontano si sdoppia). Lo stereogramma in genere è generato al computer ripetendo uno schema di segni a sinistra e a destra.

Ci sono anche autostereogrammi percepibili con entrambe le tecniche di convergenza o divergenza.

#### Stereogramma SIRDS
"Stereogramma a punti casuali di immagine singola" (Single Image Random Dot Stereogram) è una forma di autostereogramma dove la ripetizione di ogni schema è alterata leggermente, creando così un'immagine nascosta che non è visibile finché l'appropriata tecnica di visione non viene utilizzata.

### Wiggle-gram

Wiggle-gram della superficie di Marte ottenuto da una fotografia stereoscopica ripresa dallo Spirit

Il wiggle-gram (traducibile in qualcosa come "oscillogramma") è una sequenza di due o più immagini che vengono animate in loop al fine di trasmettere la sensazione di tridimensionalità senza l'utilizzo di alcuno strumento ottico né della libera visione stereoscopica.
Il wiggle-gram è ottenuto alternando due (e talvolta anche più) fotogrammi che riprendono lo stesso soggetto da diverse angolazioni.

## Applicazioni
Gli stereogrammi hanno principalmente uno scopo di intrattenimento, che comprende film 3-D, poster, libri di autostereogrammi e riproduzioni dei primi stereogrammi storici, ma queste tecnologie trovano anche applicazioni pratiche e scientifiche, quali ad esempio la medicina, la didattica e l'esplorazione spaziale.

### Arte
Salvador Dalí ha creato alcuni stereogrammi nella sua esplorazione di vari tipi di illusione ottica.

### Didattica
Nel XIX secolo sono state realizzate immagini stereoscopiche che hanno permesso alle persone di vedere luoghi lontani, sono state prodotte molte serie di questi "viaggi" e pubblicati svariati libri, permettendo così alle persone di approfondire rami quali: geografia, scienze, storia e altro. La produzione di questi supporti avviene fino alla metà del XX secolo, con la Keystone View Company, che produce cartoline stereoscopiche fino alla metà degli anni sessanta.

### Esplorazione spaziale

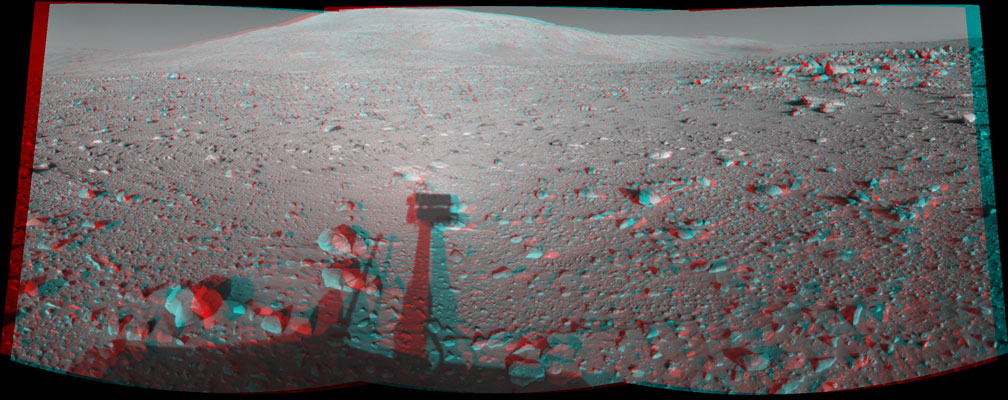
Immagine, ripresa l'8 giugno 2004, dalla Pancam di Spirit, uno dei Mars Exploration Rover mandati su Marte dalla NASA

I Mars Exploration Rover, lanciati dalla NASA nel 2003, per esplorare la superficie del pianeta Marte, sono equipaggiati con fotocamere esclusive che permettono ai ricercatori di vedere immagini stereoscopiche della superficie di Marte.
Le due fotocamere panoramiche montate su ogni rover sono situate a 1.5 m dal livello della superficie, e sono separate a 30 centimetri l'una dall'altra. Questo consente di utilizzare le coppie di immagini stereoscopi per usi scientifici, immagini che possono essere riprodotte come stereogrammi, anaglifi o essere trasformate da un computer in immagini tridimensionali.
La capacità di creare immagini realistiche in 3D da una coppia di telecamere ad altezza di uomo, consente ai ricercatori una maggiore conoscenza circa la natura dei paesaggi marziani. In ambienti senza nubi o alcun riferimento conosciuto, gli esseri umani devono far riferimento alla visione stereoscopica per poter giudicare la distanza. Immagini ottenute da una singola fotocamera sono più difficili da interpretare. Un equipaggiamento di più fotocamere stereoscopiche come le Pancam, permette di risolvere il problema di un'esplorazione spaziale priva di equipaggio umano.

### Matematica, scienza e ingegneria

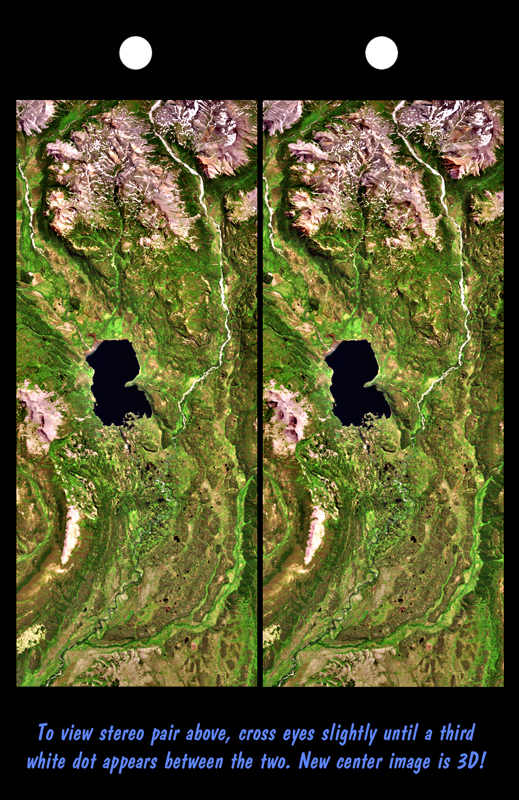
Stereogramma convergente con visione aerea del Lago Palanskoe

Così come nell'immagine stereoscopica del Lago Palanskoe nel Nord della Kamčatka, coppie di immagini stereoscopiche sono talvolta utilizzate per agevolare la visualizzazione di fotografie aeree. I cartografi possono generare immagini stereoscopiche usando appositi programmi per computer, così da poter visualizzare la topografia del territorio in tre dimensioni.
In biologia e chimica, complesse strutture molecolari sono spesso rese attraverso immagini stereoscopiche appaiate. La medesima tecnica può essere applicata a qualsiasi parametro matematico (o scientifico o ingegneristico), in funzione di due variabili, anche se in questi casi è molto più comune per ottenere un effetto tridimensionale l'utilizzo di una maglia distorta o di un'ombreggiatura (così come di una lontana sorgente di luce).

### Medicina
Stereogrammi sono usati di frequente dagli oculisti nel trattamento di problemi di convergenza e messa a fuoco